# アル・アインの文化的遺跡群

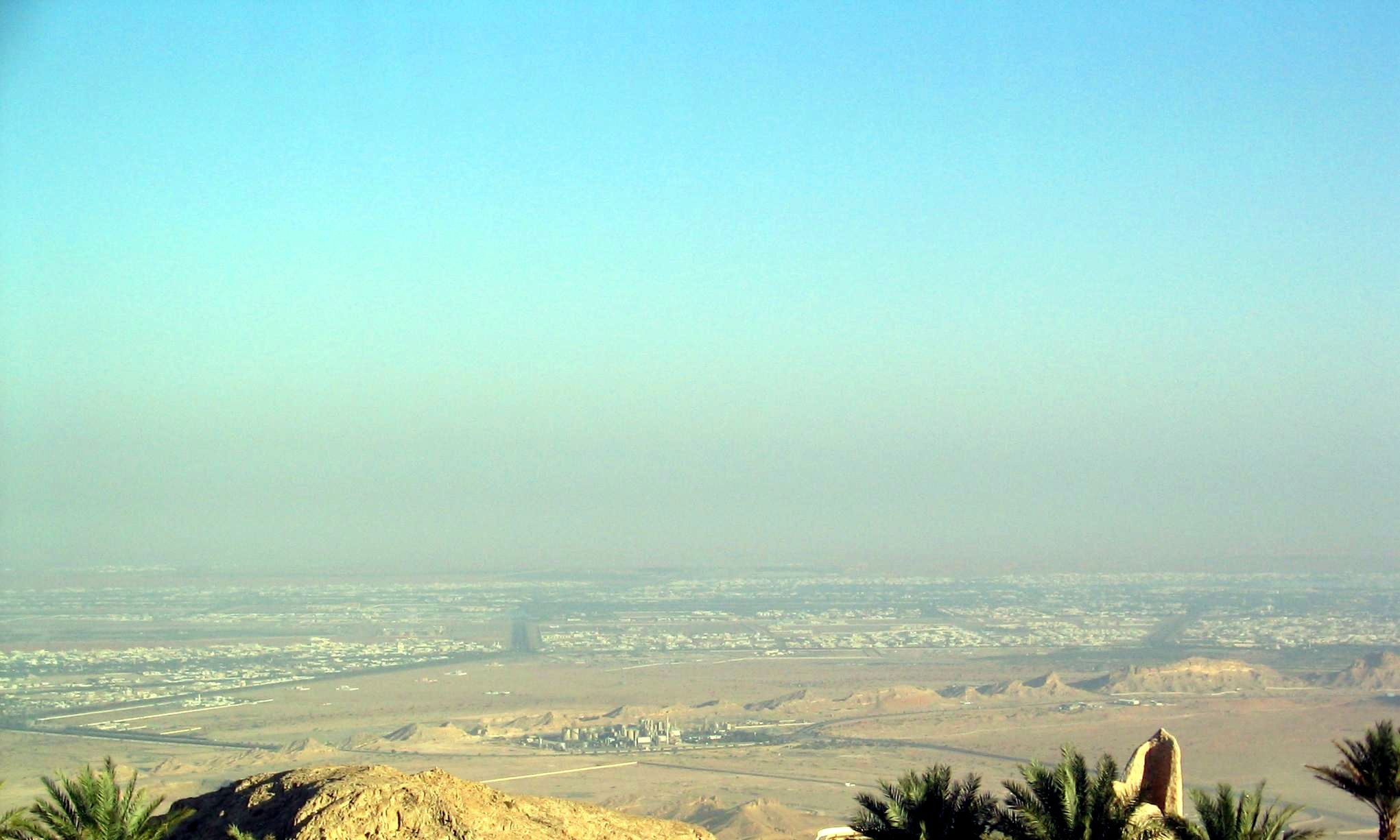
アル・アイン周辺の景観

アル・アインの文化的遺跡群（ハフィート、ヒーリー、ビダー・ビント・サウドとオアシス群）は、古代ペルシア湾 沿岸に展開し、メソポタミア文明やインダス文明の諸都市と交流を持っていたウンム・アン＝ナール文化の遺跡群などを対象とする、UNESCOの世界遺産リスト登録物件である。その構成資産は、アラブ首長国連邦 (UAE) のアブダビ首長国第2の都市アル・アインおよび周辺に点在する計17件であり、考古遺跡のほかオアシス、灌漑施設などが含まれる。これらの文化遺産は、砂漠地域における先史時代から現代に至る生活様式の歴史的変遷や、持続可能性を伝える点などが評価され、2011年の第35回世界遺産委員会で登録された。アラブ首長国連邦では、最初に登録された世界遺産である。

## 歴史
アル・アインはドバイやアブダビなどの湾岸に発達した大都市と異なり、内陸のオアシスで古くから発達した都市である（「アル・アイン」は「泉」を意味する）。その周辺での人類の活動の痕跡は紀元前5千年紀にまで遡り、その時期はより北方で栄えたメソポタミア文明のウルク期よりも前に当たる。その時期のアル・アイン周辺での活動跡としては、人間、オリックス、ガゼルなどを描いた岩絵が発見されている。それから長らくメソポタミアの文化との接点は乏しかったが、ハフィート期に大きく変化する。ハフィート期の名はアル・アイン近郊のハフィート山（ハフィト山）にちなんでおり、そこで発見された積石塚墳墓群の様式も「ハフィート式」と呼ばれる。そこから出土した副葬品にはメソポタミア製の土器が含まれ、その様式がメソポタミアのジェムデト・ナスル期に属することから、アル・アイン周辺のハフィート期も同じ時期、すなわち紀元前3100年から前2800年頃に対応すると推定されている。ジェムデト・ナスル期の土器の発見は、ハフィート期にメソポタミアとの交易が行われていたことを示すものであるが、この時期の遺跡からはそれまでの時期には見られない、地元製の土器も発見されている。地元産であることは使われている土の化学的組成から確かだが、それ以前の時期に土器作りの伝統が見られないことと、その様式がテペ・ヤヒヤ遺跡（イラン、ケルマーン州）出土の土器に酷似することから、テペ・ヤヒヤの人々がオマーン半島の銅山開発のために、ある種の「植民」を行っていたとも言われている。なお、現代まで続いているオマーン半島の銅山開発が、この時期に始まっていたことを示す直接的物証は発見されていないが、多数説では確実視されている。
この後、オマーン半島周辺はウンム・アン＝ナール文化（紀元前2800年 - 前2000年頃）を迎えることとなり、ことにアブダビ市に含まれるウンム・アン＝ナール島を首都とする都市文明が栄えた紀元前2500年以降は「ウンム・アン＝ナール文明」とも称される。しかしながら、ウンム・アン＝ナール島の遺跡は層序によって相対年代を確立させられるものの、絶対年代を確認する物証がなかった。それに対し、ウンム・アン＝ナール文化圏に属したアル・アイン近郊のヒーリー遺跡群では、ウンム・アン＝ナール島の遺跡と並行する相対年代を確立できるだけでなく、一部の層については放射性炭素年代測定によって絶対年代を突き止めることができた。これはウンム・アン＝ナール文化全体の年代を測定する手がかりとなっており、直上で示した年代もそうした研究から推定されたものである。この時期のオマーン半島一帯は、メソポタミア文明やインダス文明の諸都市との交易を積極的に行い、銅を輸出する一方、メソポタミアの農産物やインダスの象牙などを輸入する「国」を形成していた。その「国」が、メソポタミアの史料で「マガン」と呼ばれていた国であろうと有力視されており、アル・アイン周辺もこのマガン国の支配下にあったと考えられている。
このウンム・アン＝ナール文化は紀元前2000年ごろにその中心がバーレーン島に移り、ディルムンになったと考えられている。代わりに、オマーン半島周辺にはそれまでのような国際性を持たないワーディー・スーク文化が展開したが、これは域内で見た場合には「衰退」局面に当たり、いつごろ終わったのかも明確には特定されていない。
この古代遺跡群の調査が本格化したのは1960年代以降のことである。ディルムン探求の一環でバーレーン砦遺跡やウンム・アン＝ナール島の調査に当たっていたジョフレー・ビビーら、デンマークの調査隊は、1959年にその調査を視察したシェイフ・ザーイド（後のUAE初代大統領）から、ザーイドが治めるブライミ（アル・アイン）周辺にも同種の遺跡が「数百」あることを教えられ、調査に来てはどうかと招かれた。それから間もなく現地を見に行ったビビーは、そのときの様子をこう述べている。

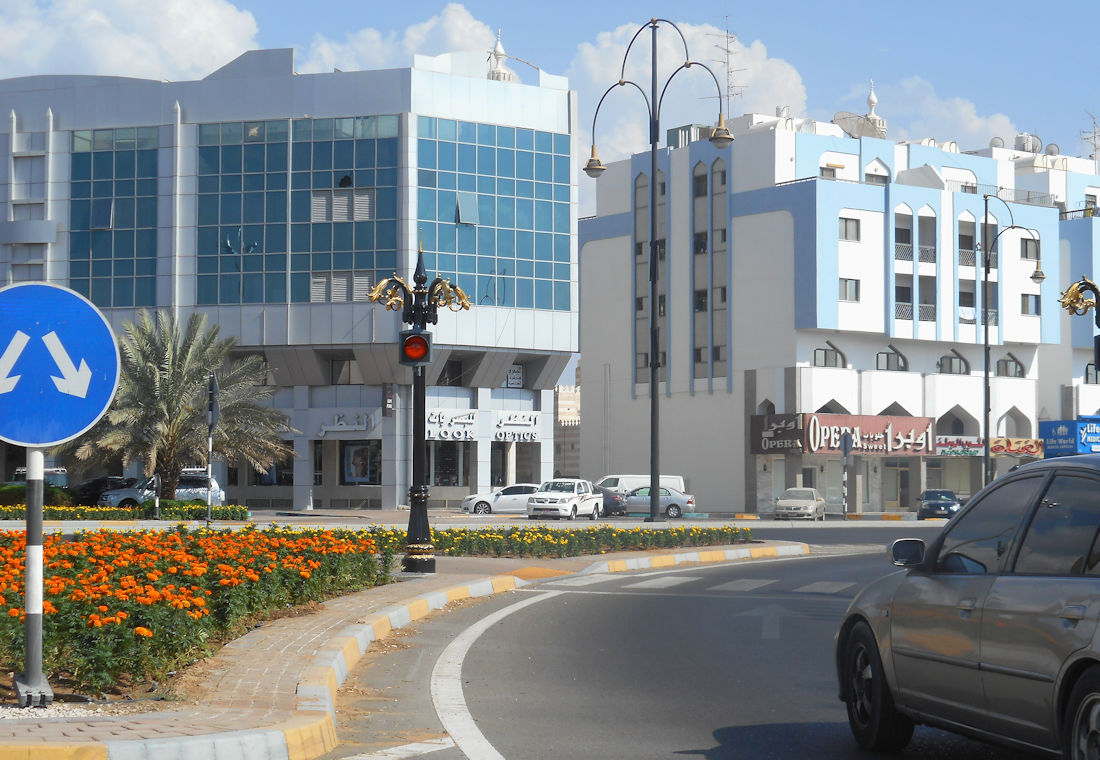
都市化が進んだアル・アイン中心部（2015年）

ただし、資金・物資調達の都合などから、それらの正式な発掘が開始されたのは1962年のことであった。その後も断続的に調査が行われ、遺跡の年代や出土品に関する知見が蓄積されていった。たとえば、ハフィート山の墓所は1962年からの調査で発見された銅剣の様式を基に、紀元前1300年と見積もられていた。しかし、そこで発見されていた土器がジェムデト・ナスル期に属することが後に確定したことで、本来の年代が確定すると共に、銅剣は時代を隔てた墓所の再利用によるものであったと理解されるようになった。
そのハフィート山での調査の延長線上で、アル・アイン近郊のヒーリー地区でも発掘が行われた。その調査で墓群だけでなく集落跡も発見され、ウンム・アン＝ナール期の内陸における定住生活が明らかになった。ヒーリー地区の遺跡群は現在、公園になっている（後述）。他方で、1960年代以降は石油採掘に後押しされた都市化が急進した時期でもあり、その過程で破壊されてしまった遺跡もある。
2004年から2005年にかけて、それら遺跡群やオアシス群など、世界遺産の構成資産となる文化財や景観が相次いで保護法令の対象となった。

## 登録経緯
この世界遺産が世界遺産の暫定リストに記載されたのは2008年2月5日のことであり、当初の名称は単なる「アル＝アイン」(Al-Ain) で、複合遺産としての推薦だった。

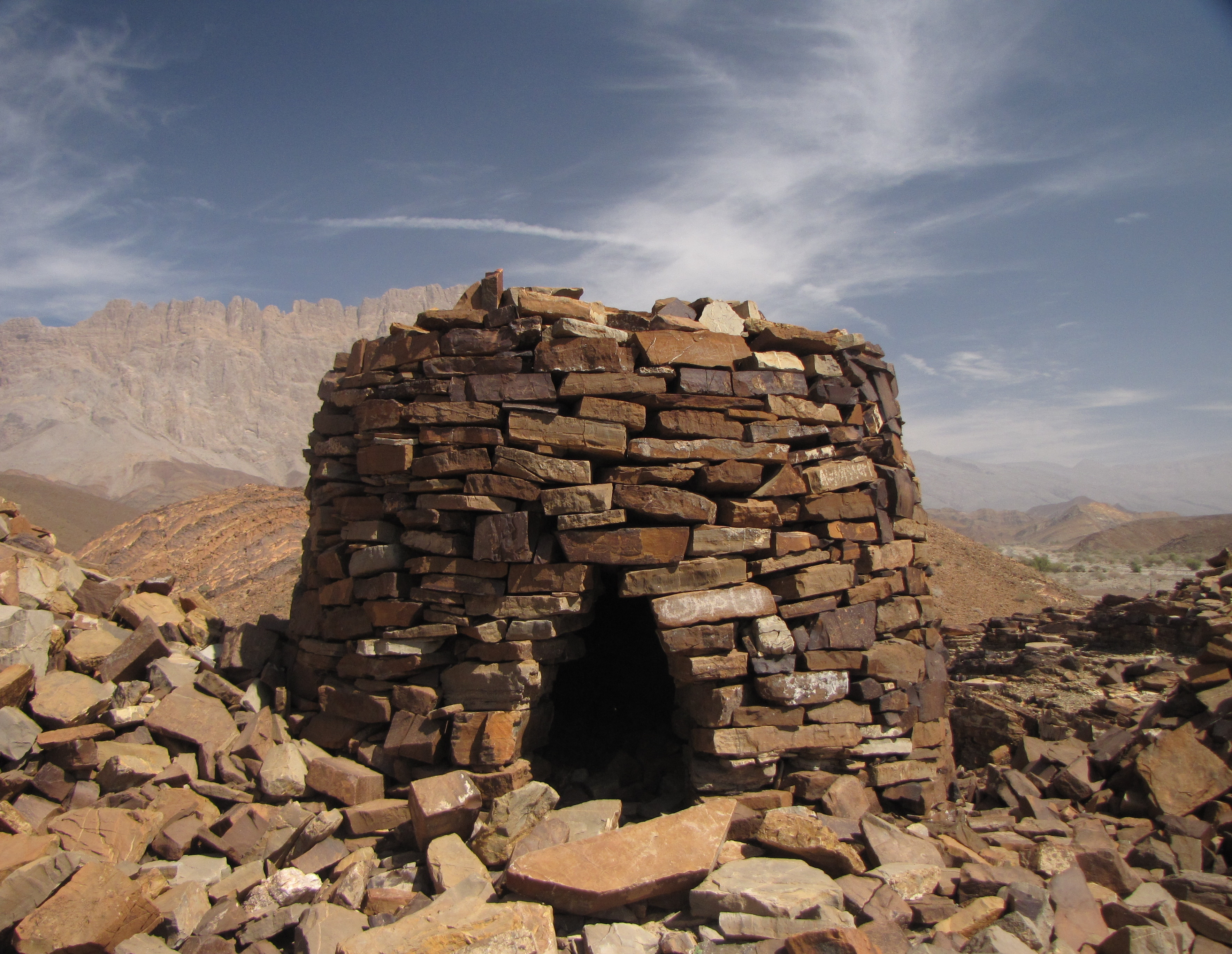
参考 : アル＝アイン (Al-Ayn) の墳墓（オマーンの世界遺産）

正式な推薦書は2010年1月11日に世界遺産センターに提出されたが、この時までに文化遺産としての推薦に切り替えられ、後に正式名になるのと同じ名称で推薦されていた。それを受けて、世界遺産委員会の諮問機関である国際記念物遺跡会議 (ICOMOS) は現地調査も行い、翌年に勧告を行なったが、「登録延期」とするものであった。理由として挙げられたことの一つは、この資産を構成する遺跡の多様性に関する、価値の証明の不十分さであった。この物件にはウンム・アン＝ナール文化前後の考古遺跡、近現代の砦、オアシス群、伝統的な灌漑施設ファラジ（複数形はアフラジ）など多彩な文化財、景観が含まれるが、考古遺跡に限れば「バーレーン砦 - ディルムンの古代の港と首都」（バーレーンの世界遺産）や「バット、アル＝フトゥム、アル＝アインの考古遺跡群」（オマーンの世界遺産）などと時期的・文化的に類似し、アフラジについても「オマーンの灌漑システム、アフラジ」（オマーンの世界遺産）が既に登録されていた。こうした状況を踏まえつつ、この物件を全体として見た時にどのような価値を認められるのかの証明が不十分、という判断が下されたのである。そのため、ICOMOSは顕著な普遍的価値の力点をどこに置くか自体をきちんと練り直し、構成資産を再考すべきことを勧告した。
しかし、その年の第35回世界遺産委員会（2011年）では勧告が覆される形で6月27日に正式登録が決議され、17件の構成資産全てについて一括での登録が認められた（世界遺産委員会で認められた価値については、後掲の「登録基準」節を参照のこと）。なお、その年の世界遺産委員会は、諮問機関の「登録延期」「情報照会」勧告が覆されて逆転登録される事例が、登録勧告の通りに登録された事例を上回った初めての会議であり、特にアフリカ、ラテンアメリカ、アラブ諸国に該当する物件が多く、登録数の少ない国を優遇しようとする傾向が見られたとも言われている。この物件もそうしたアラブ諸国の逆転登録物件の一つであるが、ともあれ、これがアラブ首長国初の世界遺産となった。
なお、アラブ首長国連邦はこの登録が認められた翌年1月30日、関連する考古遺跡「ウンム・アン＝ナール島の集落と墓所」(Settlement and Cementery of Umm an-Nar Island) を世界遺産の暫定リストに記載している。

### 登録名
ICOMOSは推薦名称が「一般的」であることを指摘し、構成資産や証明すべき価値の力点を絞り込めていないことをその理由としていたが、逆転登録に際して特に名称の変更は行われなかった。その結果、この物件の正式な登録名は推薦時と同じで、英語: Cultural Sites of Al Ain (Hafit, Hili, Bidaa Bint Saud and Oases Areas)、フランス語: Sites culturels d’Al Aïn (Hafit, Hili, Bidaa Bint Saud et les oasis)となった。その日本語名は、丸括弧内を訳すかどうかを含め、以下のような揺れがある。
- アル・アインの文化的遺跡群（ハフィート、ヒリ、ビダ・ビント・サウードとオアシス群） - 世界遺産検定事務局[37]
- アル・アインの遺跡群 - 日本ユネスコ協会連盟ほか[38][39]
- アル・アインの文化史跡（ハフィート、ヒリ、ビダー・ビント・サウッド、アル・アイン・オアシス地域） - 日高健一郎[3]
- アルアインの文化的史跡（ハーフィット、ヒリィ、ビダー・ビント・サウド、オアシスエリア） - 市原富士夫[40]
- アル・アインの文化遺跡群（ハフィート、ヒリ、ビダー・ビント・サウド、オアシス地域群） - 古田陽久・古田真美[41]
- アル・アインの文化遺跡群 - 地球の歩き方[42]
- アル・アインの遺産群 - 世界遺産なるほど地図帳[43]
- アル・アインの文化的地域 - 成美堂出版編集部[44]
- アルアインの文化的地域（ハフィート、ヒリ、ビダ・ビン・サウード及びオアシス地域） - なるほど知図帳[45]

## 構成資産
この世界遺産リスト登録物件を構成するのは4グループ17件である（文中の太字は構成資産）。先史時代が中心とはいえ、後述する登録基準の適用理由に「現在まで」とあるように、近現代の建造物も含まれる。

### ハフィート遺跡群

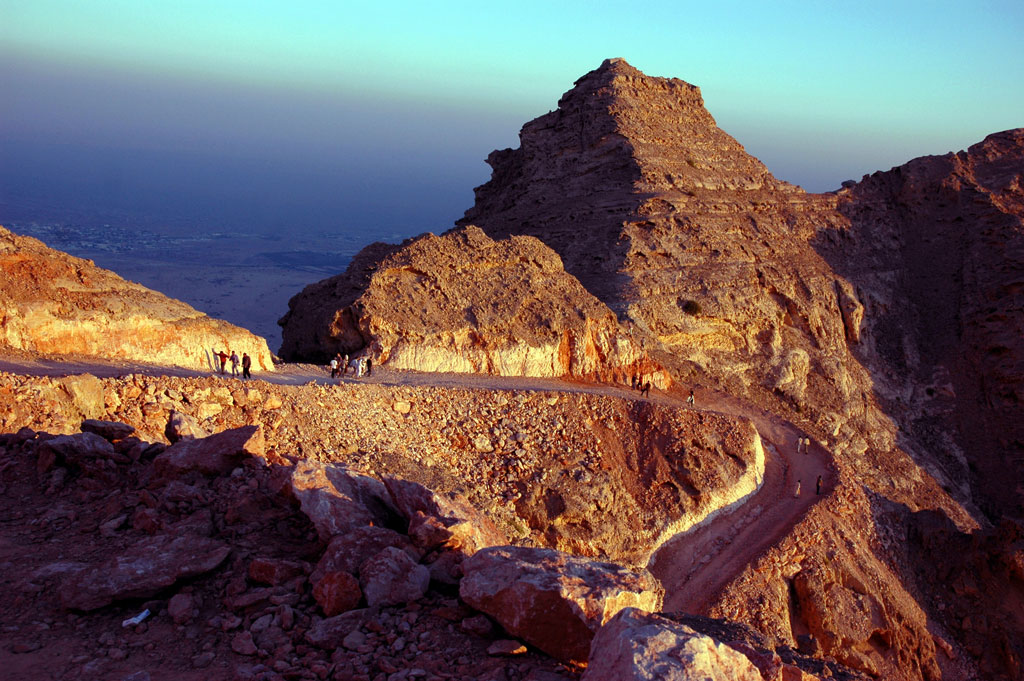
ハフィート山

ハフィート遺跡群 (Hafit Assemblage, ID1343-001は、アル・アインの南方に位置するハフィート山やその周辺に残る考古遺跡が主な対象である。なだらかな地形の多いUAEにあって例外的な場所のひとつであるハフィート山は標高1,240メートルで、上述の通り、文化期（ハフィート文化）および墓の様式（ハフィート式）の名前にもなった山である。一帯で発見された墳墓（積石塚）は、アラビア半島に現存する石の建造物では最古とも言われる。特にハフィート山砂漠公園にはハフィート期の墳墓が最も多く残されており、その数は122基にもなる。
ハフィート式積石塚は、円形に石を積み上げた墓で、家族と思われる複数人が葬られた多葬墓である。上の「歴史」節で述べたように、ハフィート期にはイランからの「植民」があったとも言われるが、それらの地域は単葬墓が一般的であり、多葬墓はオマーン半島土着の文化が継承されたものと考えられている。この多葬墓の伝統はハフィート式積石塚が変化した蜂の巣形墓、それが更に発展したウンム・アン＝ナール式墳墓でも引き継がれる伝統となる。副葬品としては青銅や貝を加工した道具・装飾品のほか、メソポタミアのジェムデト・ナスル期の土器が出土しており、それが年代特定の鍵になったのは前述の通りである。
このグループの構成資産をまとめると以下の通りになるが、近現代の砦を除けばハフィート期の墳墓ばかりで、その時期の居住跡は含まれていない。ハフィート式墳墓を築いた人々の居住跡（の少なくとも一つ）は、後出のヒーリー遺跡群であったと考えられている。
| ID         | 構成資産名                 | 日本語（仮訳）               | 登録範囲 (ha) 下段は緩衝地域 | 備考 |
| ---------- | -------------------------- | ---------------------------- | ---------------------------- | --- |
| 1343-001.1 | Jebel Hafit Desert Park    | ハフィート山砂漠公園         | 3,828.52 (5,909.92)          | サブ・コンポーネントには19世紀に遡るアル・アイン周辺で最大級の防衛施設、メズヤド砦（Mezyad Fort）が含まれる。他のサブ・コンポーネントは「メズヤドのファラジ」(Mezyad Falaj)、「メズヤドのハフィート期墳墓」（Hafit Tombs - Mezyad）、「新石器時代の遺跡」（Neolithic Surface Sites）、「ハフィート墳墓とネクロポリス」（Hafit Tombs-Necropolis）の4件である。 |
| 1343-001.2 | Jebel Hafit North Tombs    | ハフィート山の北墳墓群       | 281.84 (5,909.92)            | 砂漠公園以外のハフィート遺跡群の構成資産は、ハフィート山の主峰から北へ延びる尾根上に位置しており、1343-001.5のアル・ナクファの尾根はアル・アイン・オアシスのすぐ南である。 |
| 1343-001.3 | Al Ain Wildlife Park Tombs | アル・アイン野生公園の墳墓群 | 65.39 (166.93)               | 1343-001.2の墳墓群よりも北に位置する。なお、ハフィート遺跡群の中でサブ・コンポーネントが挙げられているのは、ハフィート山砂漠公園のみである。 |
| 1343-001.4 | West Ridge Hafit Tombs     | 西尾根のハフィート墳墓群     | 92.86 (166.93)               | 1343-001.3の墳墓群の北、1343-001.5の遺跡群の南に位置する。 |
| 1343-001.5 | Al Naqfa Ridge             | アル・ナクファの尾根         | 0.78 (5,909.92)              | サブ・コンポーネントにはナクファ砦 (Naqfa Fort) の遺跡を含む。この砦は地域に現存する「最初期」の砦とも言われるが、研究が不十分のため、正確な年代特定には至っていない。 |

### ヒーリー遺跡群

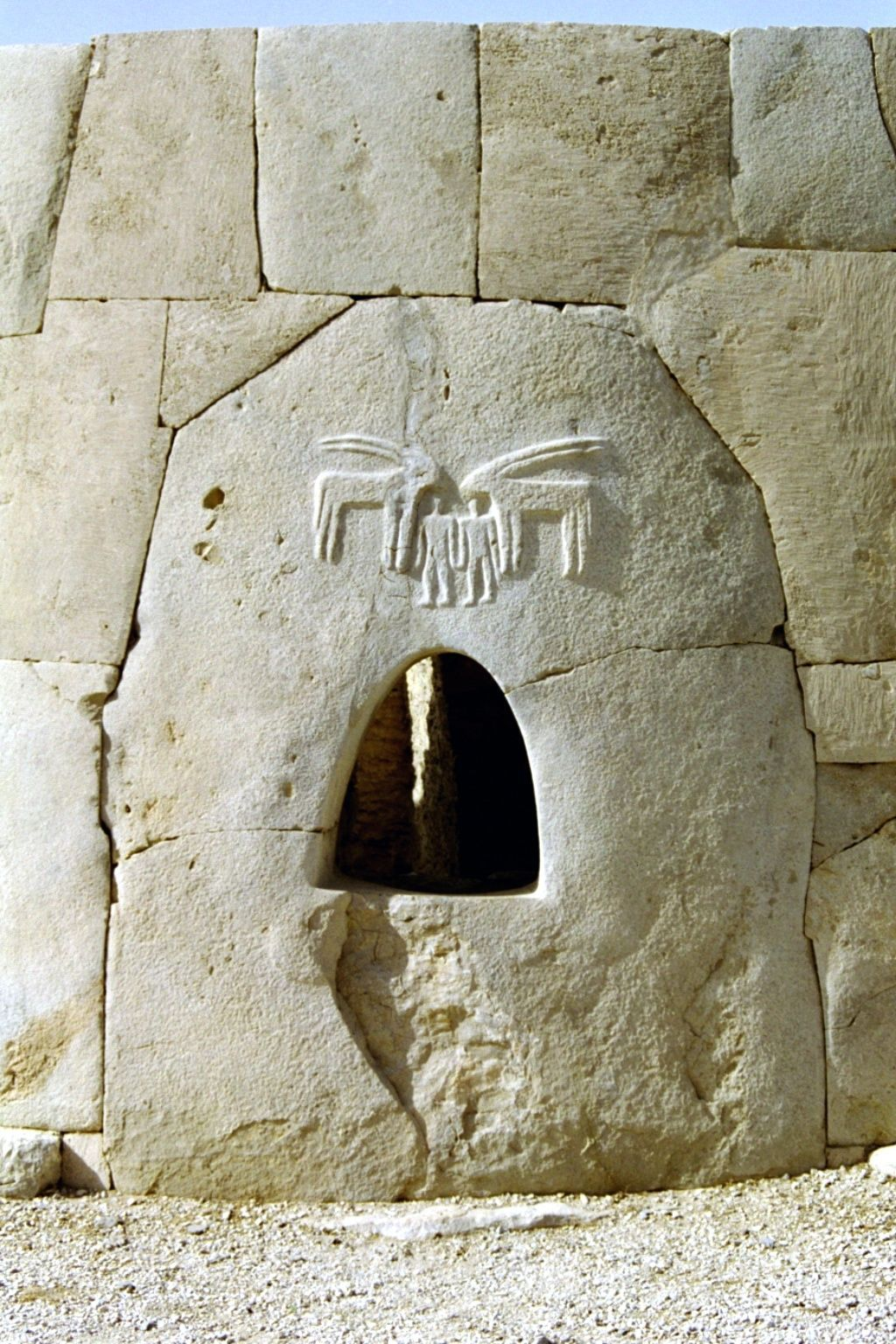
ヒーリー遺跡の1号墓（復元）

ヒーリー遺跡群 (Hili Assemblage, ID1343-002)は、公園として整備されているヒーリー考古学公園およびその周囲の遺跡群で構成される。それらの遺跡は紀元前3000年頃から前300年頃までのもので、青銅器時代初期から鉄器時代末期に当たる。主たる遺跡は考古学公園にあるが、その近傍にも重要な遺跡群は残る。なお、考古学公園は発掘現場のみでなく憩いの場としての庭園も整備されているが、そのことは逆に、世界遺産登録にあたって截然と分けた管理を求められることとなった。ヒーリー遺跡群は、多彩な遺構が残り、その全体がかつてはオアシス集落であったと推測されている。
ヒーリー考古学公園内に残る重要な遺跡はヒーリー1遺跡 (Hili 1 Archaeological Site)、ヒーリー10遺跡 (Hili 10)、E号墓・N号墓 (Tombs E and N) などである。このうち、ヒーリー1遺跡は青銅器時代の井戸を中心に築かれた砦のような建造物を含む集落跡で、その時期の灌漑の様子も窺わせるものとなっている。ヒーリー10遺跡も井戸を擁する塔のような建造物を含む遺跡で、紀元前3千年紀後半の土器が発見されている一方、紀元前1千年紀の土器の発見によって、鉄器時代に再利用されたことが明らかになっている。E号墓、N号墓はいずれもその出土品がウンム・アン＝ナール文化の解明に寄与する墳墓であるが、前者が地上に築かれた円形墳墓、後者が地下に造られた石室墳墓という違いがある。ウンム・アン＝ナール期には、ハフィート式墳墓から蜂の巣形墓へと変化し、それがさらに大型化され（ハフィート式の直径6 - 7メートルに対し、7 - 12 メートル）、積石も面取りされるなど、洗練された「ウンム・アン＝ナール式墳墓」になっていた。E号墓は6つの部屋に分かれた墳墓で、ウンム・アン＝ナール式を示している。それに対し、N号墓は明らかに異なる様式を示している。隣接する墓でのこのような様式の違いは、UAEのアジュマーン首長国で1986年に発見されたアジュマーンA号墓、B号墓の組み合わせにも見られるが、その理由は完全には解明されていない。ただし、調査を手がけたUAEの専門家の見解では、再葬の一種の可能性が挙げられている。ウンム・アン＝ナール文明においてはある時期以降、地上の墳墓に安置した遺骸が腐朽した後にそれを一度取り出し、解体したり焼いたりした上で、隣接する墓穴に葬り直すことが行われており、その種の竪穴からは副葬品として破損していない土器も見つかる。ヒーリーN号墓やアジュマーンB号墓では多数の遺体がバラバラなのに対し、土器は完全な形で随伴するため、（単なる竪穴ではなく石室が築かれているという違いはあるが）再葬に至る過渡的状態などの可能性を想定できるのである。
世界遺産の構成資産としてのヒーリー考古学公園には、公園の外側に残るいくつかの遺跡（ヒーリー8、14、15、17）も含まれる。その中で傑出しているのはヒーリー8遺跡で、これはアラビア半島のペルシア湾岸地域では例外的にしか見つかっていない遺丘の一つである。しかも、ハフィート期、ウンム・アン＝ナール期、ワーディー・スーク期の全期の遺跡が層を成しており、全貌が明らかになっているわけではないとはいえ、上述のように放射性炭素年代測定が可能な考古資料も発掘されていることで、遺跡の編年の基準として機能している。このヒーリー8遺跡は日干しレンガの「円塔」（厳密には四隅が丸みを持った方形プランの塔）を伴う遺跡で、時期ごとの土器の出土が豊富な一方、それ以外には特筆すべき出土品がない。生活というよりも生産が営まれていた場所とする推測もあるが、どのような機能を担っていたのかは確定されていない。このヒーリー8遺跡は層序に従ってIからIV期に分けられており、表層から土器片が見つかるにすぎないIV期以外は、さらに細かい時期区分がなされている。I期はa から c に細分化される最古層で、ハフィート期に属する。前述のように、この時期のヒーリーに住んでいた人々がハフィートの墳墓群を築いた人々に含まれていた可能性が指摘されている。「円塔」はI期には一辺が15 メートルほどの隅円方形であった。II期がウンム・アン＝ナール期に属し、a から g に分けられた上、c はさらに c1, c2 という形で二分されている（c の細分化は a から g までの分類がなされた後に行われた）。II期には「円塔」が更に拡大し、20 x 22 メートルの四隅が丸みを持った長方形のプランとなり、内部に井戸、周囲に濠が築かれるなどの変化が見られた。さらに、II期後半（e および f）には銅を加工するための鋳型、炉などが発見されている。III期はワーディー・スーク期に対応し、a と b の2期に分けられている。前述の通り、ワーディー・スーク期はある種の「衰退期」であり、出土する土器の様式や製法に明らかな違いが見られる。IV期は前述の通り、土器片が採集されるに過ぎない層で、ワーディー・スーク期に属している。
ヒーリー14遺跡とヒーリー17遺跡は建造物の種類は異なるものの、ともに鉄器時代の遺構である。後者は一部の住居の調査が行われているが、前者は世界遺産推薦時点までには本格的な調査は実施されていなかった。
ヒーリー15遺跡は長さ450 メートルの水路を含む紀元前1000年ごろのファラジであり、この規模のファラジとしては最古の部類に属する。ヒーリーの遺跡群から最古の部類に属するファラジが発見されている点は、この世界遺産の説明でしばしば特筆されている。
ヒーリー2遺跡は鉄器時代の住居や農業の様子を伝える村落の遺構であり、公園の西側に位置する。1976年から1980年に最初の発掘が行われた後、1983年から1990年にさらなる調査が実施された。
ヒーリー北A号墓はウンム・アン＝ナール期の墓として最大級というだけでなく、内部の構造や被葬者・出土品の調査が行き届いている例としても貴重である。その内部は2階建てないし1階建てで、壁によって4部屋に仕切られている。そこからは188体の遺体（小児6、成人男性60、成人女性58、性別不明60）が発見されており、遺体には死後に切断されたり焼かれたりした痕跡が見られるものが含まれるが、再葬用の墓は伴わない。土器も多く出土しており、その中にはイランやインダス文明のものと酷似する文様も見られるが、地元産も多く、とりわけクロライト製容器の出土数（約80）はオマーン半島で最も多い。この墓の情報を補完するものとしてヒーリー北B号墓が登録された。A号墓と様式は似通っているが、大きさの点と保存状況の点でA号墓よりも劣る。
公園から 3 キロメートルほど離れた場所に位置するマウンドであるルマイラ遺跡もヒーリー遺跡群に含まれている。1960年代にデンマークの調査隊がすでに調査に着手しており、その後も各国の調査隊の調査が行われてきた結果、紀元前2千年紀と前1千年紀との、時代の離れた2期の集落跡が発見されている。
世界遺産登録対象は以下の通りである。
| ID         | 構成資産名               | 日本語（仮訳）     | 登録範囲 (ha) 下段は緩衝地域 | 備考 |
| ---------- | ------------------------ | ------------------ | ---------------------------- | --- |
| 1343-002.1 | Hili Archaeological Park | ヒーリー考古学公園 | 193.83 (518.4)               | サブ・コンポーネントは「ヒーリー考古学庭園」(Hili Archaeological Garden)、「ヒーリー8遺跡の集落と墳墓群」(Hili 8 settlement and Group of Tombs)、「ヒーリー14遺跡」(Hili 14)、「ヒーリー15のファラジ」(Hili 15 falaj)、「ヒーリー17遺跡」(Hili 17) の5件である。 |
| 1343-002.2 | Hili 2                   | ヒーリー2遺跡      | 1.71 (528.4)                 | 以下、ヒーリー遺跡群では考古学公園以外にサブ・コンポーネントを挙げられている遺跡はない。 |
| 1343-002.3 | Hili North Tomb A        | ヒーリー北A号墓    | 0.57 (518.4)                 | |
| 1343-002.4 | Hili North Tomb B        | ヒーリー北B号墓    | 0.12 (518.4)                 | |
| 1343-002.5 | Rumailah Site            | ルマイラ遺跡       | 5.43 (518.4)                 | |

### ビダー・ビント・サウド
ビダー・ビント・サウド (Bidaa Bint Saud, ID1343-003) はグループ名と同じビダー・ビント・サウド (Bidaa Bint Saud, ID1343-003.1) のみで構成される。面積は112.09 ha、緩衝地域は659.2 haである。この構成資産は円形墳墓群を含む青銅器時代初期から鉄器時代までの遺跡であり、アル・アインの北方 25 キロメートルに位置する。農耕集落の遺跡であり、かつてアル・アインから湾岸の諸都市に向かうキャラバンの交易路上に位置したと推測されている。この遺跡は露頭で1970年に墓が発見されたことを契機に調査されるようになった。墓の様式も様々だが、少なくとも露頭の東側はハフィート期に属している。
サブ・コンポーネントは「ベイト・ビダー・ビント・サウド（鉄器時代の集落）」(Beyt Bidaa Bint Saud (Iron Age settlement))、「ビダー・ビント・サウドの井戸」(Bidaa Bint Saud Well)、「ビダー・ビント・サウドの露頭」(Bidaa Bint Saud Outcrop)、「ビダー・ビント・サウドのファラジ1」(Bidaa Bint Saud Falaj 1)、「ビダー・ビント・サウドのファラジ2」 (Bidaa Bint Saud Falaj 2) の5件である。

### オアシス群

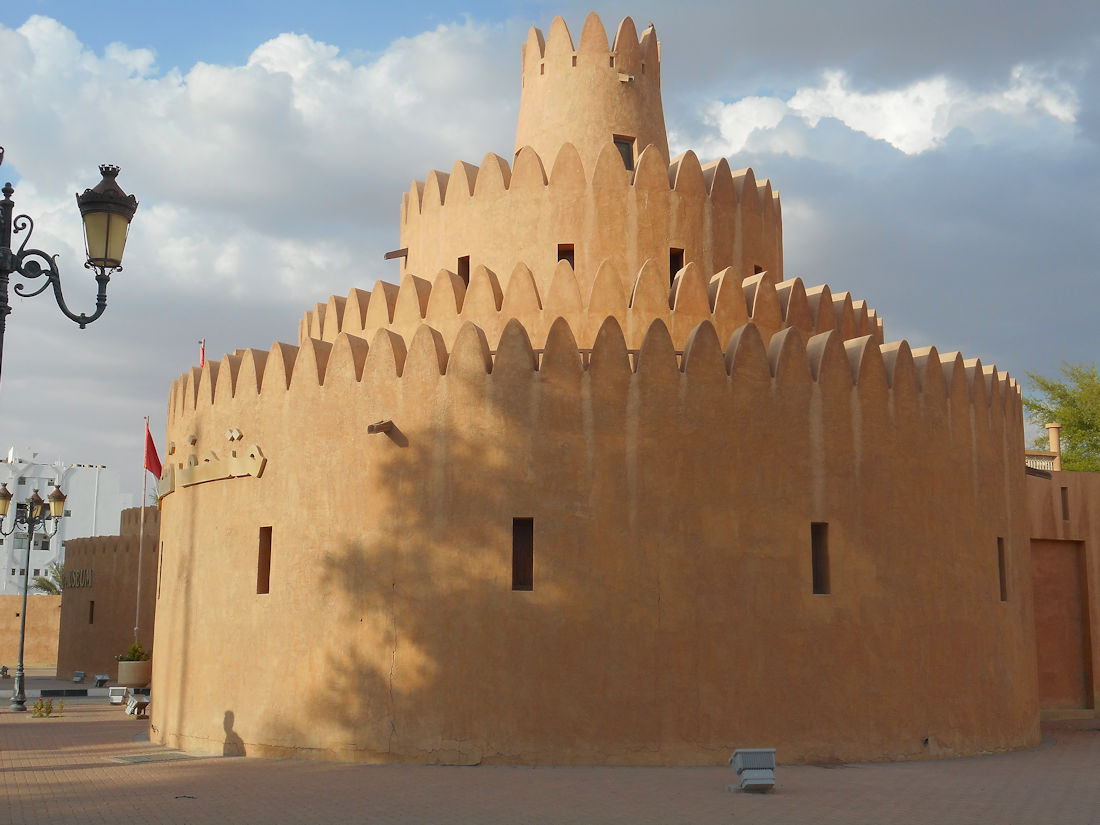
アル・アイン博物館の外観

オアシス群 (Oases, 1343-004)は、アル・アインの中心部にあるアル・アイン・オアシスをはじめとする6件のオアシス群で構成される。それらは早いものでは紀元前2千年紀には出現していたといわれ、特にアル・アイン・オアシスは構成資産のオアシスでは最古とされる。アル・アイン・オアシスは緑豊かで道が整備されており、園内にはモスクもある。オアシスにはシェイフ・ザーイドが生まれた砦（1910年建造）が隣接し、砦全体は公開されていないが、敷地内にはヒーリー遺跡の出土品なども展示しているアル・アイン博物館がある（ただし、砦と博物館は世界遺産登録範囲内になく、緩衝地域扱い）。
他のオアシス群にも様々な建造物群が隣接しているが、多くは19世紀以降のもので、砦をはじめとする軍事施設やモスクなどである。ムタラズ・オアシスを除けば、サブ・コンポーネントには砦が含まれるが、19世紀以降の軍事施設の建造は、アル・アイン周辺をめぐる領土争いが背景にあった。
| ID         | 構成資産名       | 日本語（仮訳）               | 登録範囲 (ha) 下段は緩衝地域 | 備考 |
| ---------- | ---------------- | ---------------------------- | ---------------------------- | --- |
| 1343-004.1 | Al Ain Oasis     | アル・アイン・オアシス       | 119.78 (5,909.92)            | サブ・コンポーネントは園内のモスクなど7件である。 |
| 1343-004.2 | Hili Oasis       | ヒーリー・オアシス           | 63.55 (518.4)                | ヒーリー・オアシスはヒーリー考古学公園近くにあるオアシスで、サブ・コンポーネントは邸宅のほか、19世紀初頭に遡る砦の遺跡など9件である。                                                                    |
| 1343-004.3 | Al Jimi Oasis    | アル・ジミ・オアシス         | 78.81 (274.73)               | アル・ジミと次項のアル・カターラのオアシスは互いに隣接し、アル・アイン市中心部から4 キロメートル程の場所にある。アル・ジミ・オアシスのサブ・コンポーネントは複数の邸宅跡、モスク、砦など、計15件である。 |
| 1343-004.4 | Al Qattara Oasis | アル・カターラ・オアシス     | 64.38 (274.73)               | アル・カターラ・オアシスのサブ・コンポーネントは19世紀初頭に遡る邸宅のほか、モスク、スーク（市場）、砦、塔など計23件で構成され、その中にはワーディー・スーク期の墳墓遺跡も含まれる。                     |
| 1343-004.5 | Mutaredh Oasis   | ムタラズ・オアシス           | 24.9 (43.8)                  | ムタラズ・オアシスはアル・アイン市中西部にあり、ムハンマド・ビン・ハリーファの旧邸宅などがある。サブ・コンポーネントはそれも含めて邸宅群5件である。                                                      |
| 1343-004.6 | Al Muwaiji Oasis | アル・マウェイジー・オアシス | 10.89 (32.48)                | アル・マウェイジー・オアシスはアル・アイン中心部、旧市街の西にある小さなオアシスで、サブ・コンポーネントは砦とモスクの計2件のみである。                                                                  |

## 登録基準
この世界遺産は世界遺産登録基準のうち、以下の条件を満たし、登録された（以下の基準は世界遺産センター公表の登録基準からの翻訳、引用である）。
- (3) 現存するまたは消滅した文化的伝統または文明の、唯一のまたは少なくとも稀な証拠。

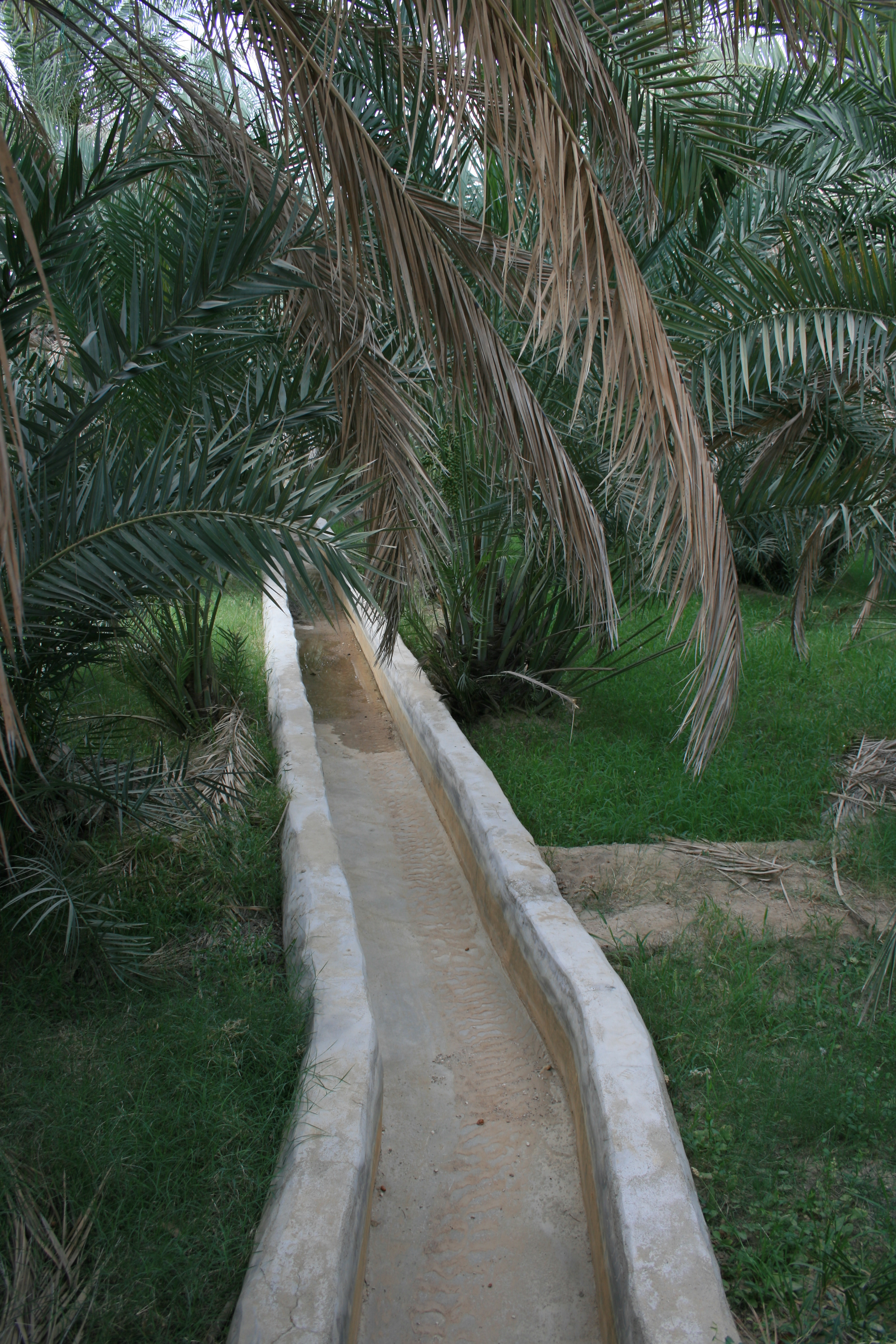
アル・アインのファラジ

  - この基準は、「新石器時代から鉄器時代に至る砂漠地域の連続的な先史時代文化群の発展について、アル・アインの文化的遺跡群が傑出した証拠を提供」しており、「狩猟・遊牧社会からオアシスでの定住社会に移行したことの証拠と、現在まで続くこの文化の持続可能性の証拠とを備え、人々の持続可能な発展の存在を立証している」[89]ことから適用されている。

- (4) 人類の歴史上重要な時代を例証する建築様式、建築物群、技術の集積または景観の優れた例。
  - この基準は「アラビア半島における青銅器時代から鉄器時代に至る人々の発展について、ハフィート、ヒーリー、ウンム・アン＝ナール各文化の墳墓群及び遺構群が傑出した説明を提供」していることと[注釈 13]、「紀元前1千年紀には導入されていたアフラジの仕組みが、砂漠地方における水利管理についての証拠となっている」[89]ことから適用されている。

- (5) ある文化（または複数の文化）を代表する伝統的集落、あるいは陸上ないし海上利用の際立った例。もしくは特に不可逆的な変化の中で存続が危ぶまれている人と環境の関わりあいの際立った例。
  - この基準は、この地に住んでいた人々が「緑の肥沃な環境を創出するために、水資源をどのように持続可能に開発すべきかを知って」おり、「アラビア半島北東部における歴史上かなりの長期、とりわけ先史時代の、砂漠環境との持続可能で積極的な関係を発展させる諸文明の能力を、アル・アインのオアシス群の遺構及び景観が証明している」らしきこと[89]から適用された。